# Le Kid de la plage
Pour plus de détails, voir Fiche technique et Distribution.
Le Kid de la plage (The Flamingo Kid) est un film américain réalisé par Garry Marshall, sorti en 1984.

## Fiche technique
- Titre original : The Flamingo Kid
- Titre français : Le Kid de la plage
- Réalisation : Garry Marshall
- Scénario : Neal Marshall (story and screenplay), Garry Marshall. Bo Goldman (non crédité)
- Directeur artistique : Duke Durfee
- Chef décorateur : Lawrence Miller
- Décorateur de plateau : Frederic C. Weiler
- Costumes : Ellen Mirojnick
- Maquillage : Tobi Britton (makeup background)
- Directeur de la photographie : James A. Contner
- Montage : Priscilla Nedd-Friendly[1]
- Musique : Curt Sobel (en)
- Production : 
  - Producteur : Michael Phillips
  - Producteur associée : Nick Abdo
- Société(s) de production : Twentieth Century Fox, American Broadcasting Company, Edgewood Productions, Mercury Productions
- Société(s) de distribution : 
  - États-Unis : Twentieth Century Fox
  - France : A.M. Films
- Pays de production : États-Unis
- Année : 1984
- Langue originale : anglais
- Format : couleur (DeLuxe) – 35 mm – 1,85:1 – stéréo
- Genre : Comédie dramatique, romance
- Durée : 100 minutes
- Dates de sortie : 
  - États-Unis : 21 décembre 1984
  - France : 17 avril 1985

## Distribution
- Matt Dillon (VF : Patrick Poivey): Jeffrey Willis
- Richard Crenna (VF : Jacques Ferrière) : Phil Brody
- Hector Elizondo (VF : Marc De Georgi) : Arthur Willis
- Janet Jones (VF : Séverine Morisot) : Carla Samson
- Fisher Stevens (VF : Bernard Jourdain) : Hawk Ganz
- Brian McNamara (VF : Thierry Bourdon) : Steve Dawkins
- Bronson Pinchot (VF : Claude Rollet) : Alfred Schultz
- Carole Davis[2] (VF : Maïk Darah) : Joyce Brody
- Jessica Walter (VF : Perette Pradier): Phyllis Brody
- Marisa Tomei : Mandy
- Molly McCarthy (VF : Nelly Vignon) : Ruth Willis
- Martha Gehman (VF : Jeanine Forney) : Nikki Willis
- Leon : Fortune Smith
- Frank Campanella (VF : Jean Berger) : le colonel Cal Eastland
- Joe Grifasi (VF : Richard Leblond) : Mario Minetta
- Richard Stahl (VF : Claude Joseph) : Charlie Cooper
- Steve Witting : Frank

## Distinction

### Nomination
- Golden Globes 1985 : Meilleur acteur dans un second rôle pour Richard Crenna